# Giovanni Pietro del Grilio
Giovanni Pietro del Grilio, auch Grieto genannt (* 16. Jahrhundert, erstmals erwähnt 1557 in Lugano; † 1561 ebenda), war ein Schweizer Architekt des Manierismus in der späten Renaissance.

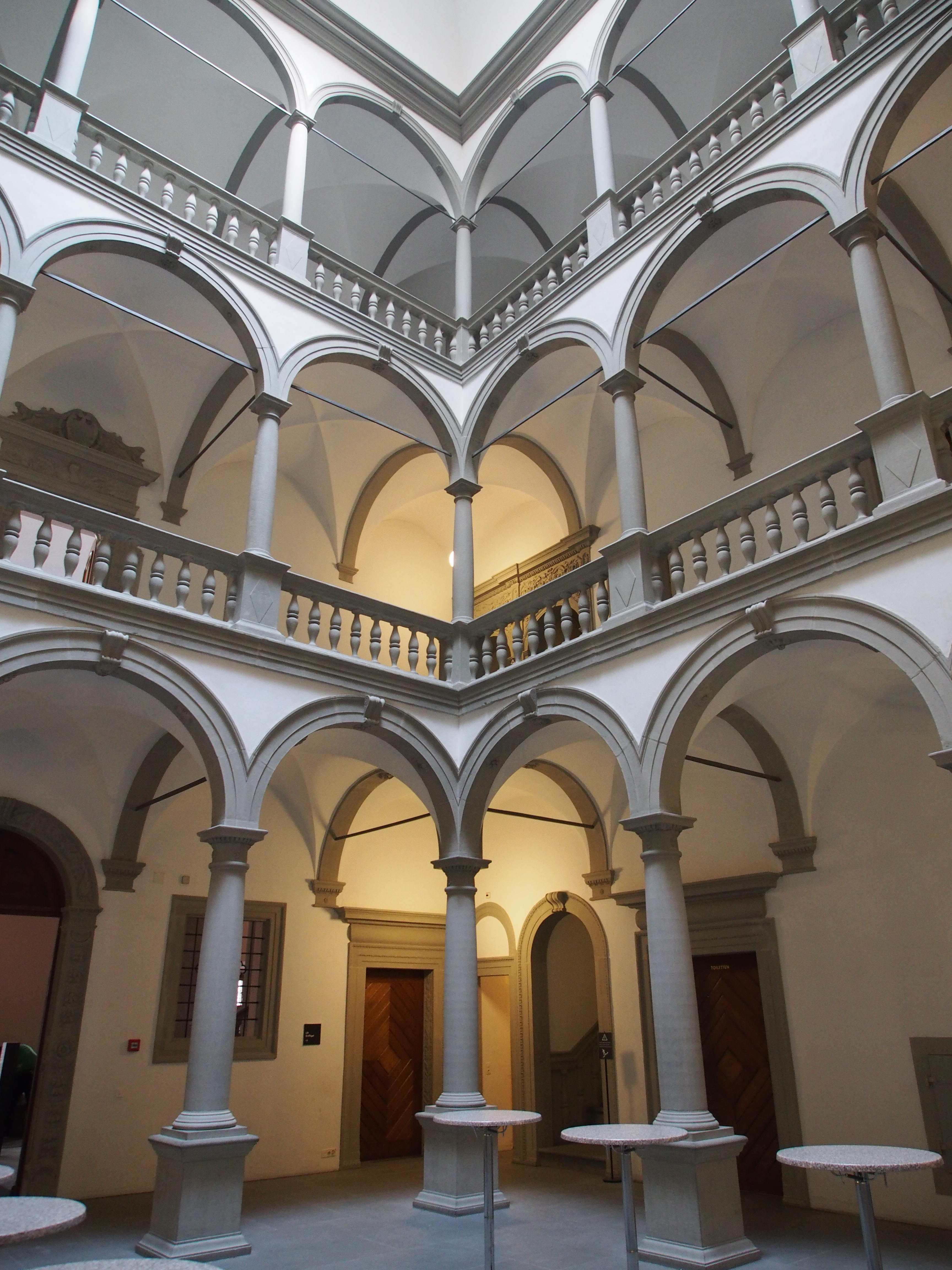
Giovanni Pietro del Grilio: Ritter’scher Palast, Renaissancepalais mit dreistöckigem Arkadeninnenhof, erbaut in Luzern ab 1556.

## Leben
Giovanni Pietro war Sohn des Giovanni Antonio aus Lugano. Mit Domenico Solbiolo arbeitete er von 1557/58 bis 1561 als ausführender Werkmeister am Bau des Ritter’schen Palastes (heute Teil des Regierungsgebäudes des Kanton Luzern) in Luzern. In einer 1561 an den Luzerner Rat gerichteten Schrift verteidigte er seine Arbeit gegen die Kritik des städtischen Werkmeisters, den er als Nichtskönner bezeichnete. Nach eigenen Angaben hatte Giovanni Pietro seinen Beruf zwölf Jahre lang erlernt und an einem Palast für Ferrante I. Gonzaga in Mailand gearbeitet; vielleicht als Werkmeister unter dem Architekten Domenico Giuntalodi an der Villa Simonetta oder der Villa Senavra.